# Сподумен
Сподумен (от др.-греч. σποδούμενος — «обращаемый в пепел») — минерал, силикат лития и алюминия из группы моноклинных пироксенов.

## Разновидности
Существует несколько разновидностей сподумена:
- кунцит (розовая, фиолетовая,пурпурная  окраска обусловлена ионами Mn3+);

- гидденит (изумрудная  и голубовато-зелёная окраска обусловлена наличием ионов V3+ или Cr3+, которые изоморфно замещают ионы алюминия);

- трифан (прозрачный бесцветный, жёлтый).

## Применение
Большую часть добываемого сподумена используют для получения металлического лития. В стекольной промышленности сподумен применяют в производстве различных видов стекла. Хорошо образованные кристаллы сподумена пользуются большим спросом в качестве ценного коллекционного материала, в связи с чем ведутся специальные их поиски и добыча. Красиво окрашенные разновидности находят применение в ювелирном деле в виде огранённых вставок, но использование сподумена как драгоценного камня сильно ограничено тем, что он плохо и с трудом поддаётся огранке и полировке, хрупок и может утрачивать первоначальную окраску под действием яркого света.
Сподумен известен своими гигантскими, метровыми, кристаллами, в 1914 году было опубликовано сообщение, что в руднике Этта, Южная Дакота некогда был найден кристалл сподумена длиной 42 фута (12,8 м) и весом 90 тонн.
В России крупнейшие месторождения сподумена приурочены к пегматитовым жилам Кольского полуострова (Западные Кейвы), где сосредоточено более 50 % отечественных запасов лития.